# Parc Henry-Chabert
Le parc de Gerland Henry-Chabert, anciennement parc de Gerland aussi appelé parc du Confluent, est un espace vert de Lyon, en France. Situé au sud de la ville, sur un ancien terrain industriel, il est dédié aux loisirs et aux activités sportives sur près de 18 hectares. Le 19 décembre 2019, le conseil municipal de Lyon décide de baptiser le parc du nom de l'homme politique Henry Chabert (1945-2017).

## Caractéristiques
Projet lancé en 1996, il devait occuper à terme 80 hectares dédiés aux loisirs, aux activités sportives et à la découverte de la flore. Les deux premières phases de réalisation, respectivement achevées en 2000 et 2006, ont été confiées au paysagiste Michel Corajoud. La maîtrise d'ouvrage du parc étant confiée au Grand Lyon.
Le parc de Gerland Henry-Chabert possède deux plaines, une série d'aires de jeux et d'espaces cloisonnés, un skatepark et un jardin botanique baptisé « Megaphorbiaie ».
Il est classé Écojardin depuis 2012 et Jardin remarquable.
Situé à proximité du stade de Gerland, ce parc a accueilli les finales du championnat de France de tir à l'arc en 2007[réf. nécessaire] et 2012,.

## Sources
1. ↑  Direction Régionale des Affaires Culturelles, « Le parc de Gerland », rhone-alpes.culture.gouv.fr (consulté le 5 janvier 2012).
2. ↑  « Lyon : le parc de Gerland devient le parc Henry Chabert », sur lyonmag.com, LyonMag, 21 décembre 2019 (consulté le 21 décembre 2019).
3. ↑  Yannick Salliot, « Le Parc de Gerland à Lyon », corajoudmichel.nerim.net, 2008 (consulté le 5 janvier 2012).
4. ↑  « Parc de Gerland », 5 février 2018 (consulté le 21 décembre 2019).
5. ↑  « Parc de Gerland », sur label-ecojardin.fr (consulté le 9 août 2024).
6. ↑  « Lyon : Championnat de France Fédéral - 25 et 26 août », sur Fédération française de tir à l'arc, 22 août 2012 (consulté le 16 février 2020).
7. ↑  « Championnat de France Fédéral à Lyon : Résultats », sur Fédération française de tir à l'arc, 27 août 2012 (consulté le 16 février 2020).